# Гегамян, Барсег
Барсег Гегамян (арм. Բարսեղ Գեղամյան; 1850—?) — российский армянский хозяйственный деятель. эриванский городской голова (с сентября 1884 по декабрь 1893 года).

## Биография
Барсег Гегамян родился в 1850 году в Ереване в знатной семье. Проходил обучение в Тифлисской классической гимназии, но не окончил. Затем учился в Москве, где поступил в Петровскую сельскохозяйственную академию. После окончания академии вернулся на Кавказ. C 1875 года на государственной службе в Ереване. Занимал различные административные и политические посты, был чиновником по особым поручениям при губернаторе Еревана, получил чин коллежского асессора.
В сентябре 1884 года был избран эриванским городским головой, занимал эту должность до декабря 1893 года. Затем некоторое время был уездным начальником в Нор-Баязета, но вскоре ушёл с этой должности и переехал в Тифлис.

## Награды
- Орден Святой Анны 3-й степени[2]
- Орден Святого Станислава 2-й степени[2]
- Орден Льва и Солнца (Персия)[2]